# Зем'янське Костоляни
Зем'янське Костоляни (словац. Zemianske Kostoľany) — село, громада округу Пр'євідза, Тренчинський край. Кадастрова площа громади — 12.77 км².
Населення 1754 особи (станом на 31 грудня 2020 року).

## Історія
Зем'янське Костоляни згадуються 1331 року.

## Населення
| Рік:            | 1994. | 2004.   | 2014.   | 2024.   |
| --------------- | ----- | ------- | ------- | ------- |
| Кількість осіб: | 1656  | 1683    | 1741    | 1699    |
| Різниця:        |       | +1,63 % | +3,44 % | -2,41 % |

| Рік:            | 2023. | 2024.   |
| --------------- | ----- | ------- |
| Кількість осіб: | 1724  | 1699    |
| Різниця:        |       | -1,45 % |